# Conchopus sigmiger
Conchopus sigmiger är en tvåvingeart som beskrevs av Sadao Takagi 1965. Conchopus sigmiger ingår i släktet Conchopus och familjen styltflugor. Inga underarter finns listade i Catalogue of Life.